# Rurální funkcionalismus

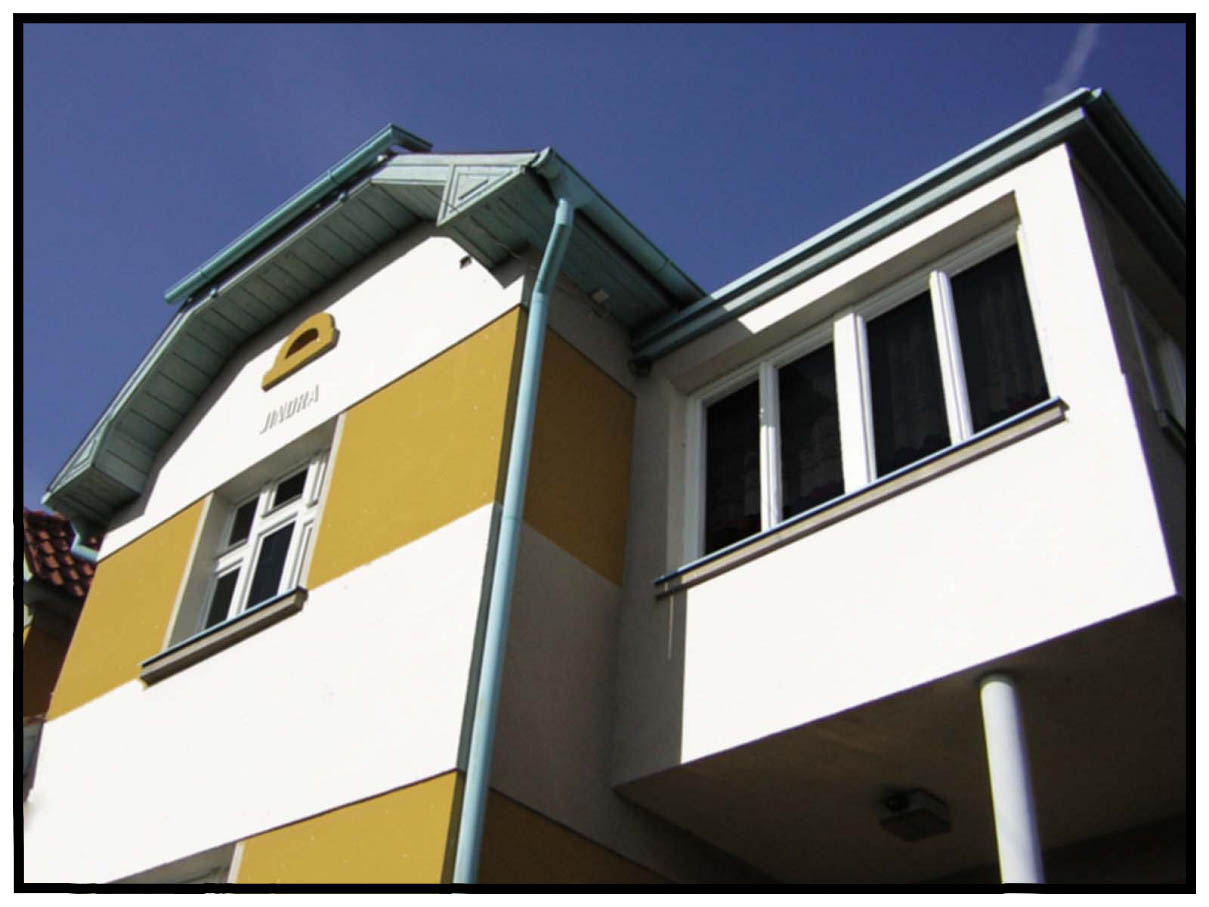
Vila Jindra v Panoším Újezdu byla postavena ve stylu rurálního funkcionalismu

Rurální funkcionalismus je architektonický styl kombinující principy funkcionalismu s prvky vesnické architektury.
Uplatnil se zejména v meziválečné době až do velké hospodářské krize v roce 1929. Stavby rurálního odnože funkcionalismu se snaží povyšovat běžnou vesnickou architekturu na moderní (funkcionalistickou) a dávají tak vzniknout až pitoreskním obrazům, neboť málokdy splňují hlavní myšlenku funkcionalismu – „forma sleduje funkci.“[zdroj?]
Směr se ještě více rozvinul po druhé světové válce zejména v Československu a východním bloku, kdy se prolíná a spojuje se socialistickým realismem.